# Ivan Grigorjevič Gejdenrejh
Ivan Grigorjevič Gejdenrejh (rusko Иван Григорьевич Гейденрейх), ruski general, * 1769, † 1839.
Bil je eden izmed pomembnejših generalov, ki so se borili med Napoleonovo invazijo na Rusijo; posledično je bil njegov portret dodan v Vojaško galerijo Zimskega dvorca.

## Življenje
3. aprila 1789 je vstopil v konjeniški polk in 1. januarja 1796 je bil sprejet v redno kopensko vojsko; dodeljen je bil peterburškemu garnizijskemu bataljonu kot stotnik. 
Sodeloval je v vojni proti Francozom (1806-07), nakar je bil 12. maja 1808 imenovan za poveljnika Kostromskega mušketirskega polka, s katerim se je udeležil rusko-turško vojne (1806-12). 
30. avgusta 1811 je bil povišan v polkovnika. Ponovno se je udeležil bojev proti Francozom, zakar je bil 15. septembra 1813 povišan v generalmajorja. 8. marca 1816 je postal poveljnik 3. brigade 15. pehotne divizije. 
27. februarja 1820 je bil premeščen v notranjo gardo oz. policijo. 3. marca 1821 je postal poveljnik 4. regije. 
27. februarja 1834 se je upokojil.